# NXエンジニアリング
ＮＸエンジニアリング株式会社（エヌエックスエンジニアリング、英:NX Engineering Co., LTD.）は、東京都千代田区に本社を置く、物流事業者である。
以前は日本通運株式会社の重量品建設事業部であったが、その業務の特殊性や専門性、今後の重量品建設事業の発展を目的に、2025年1月をもって会社分割の方法により分社化した。なお日本通運株式会社の子会社ではなく、NXHDの完全子会社である。
主なサービスとして、重量が数十トンから数百トンに及ぶ大型変圧器等の重量物の輸送、新幹線車両等の長尺物の輸送、風力発電設備の輸送・据付、半導体製造設備等の精密機械の輸送・据付等を行っている。
一般貨物自動車運送事業だけでなく、建設業の許可も取得している。

## 沿革
- 1941年（昭和16年）11月 - 日本通運株式会社陸運部に重量品課新設
- 1959年（昭和34年）- 300トントレーラによる初輸送を実施
- 1961年（昭和36年）- シュナーベル式210トントレーラを導入
- 1969年（昭和44年）- 自走式400トンドーリを国内で初めて導入
- 1971年（昭和46年）- 500トントレーラを導入
- 1972年（昭和47年）10月 - 重機建設部新設（業務課、技術課、重電課、プラント課を設置）
- 1980年（昭和55年）- シンガポール日通　重機建設支店を設立
- 1990年（平成2年） - タイ日通エンジニアリング（現・NXエンジニアリング タイ株式会社）を設立
- 1993年（平成5年） - 240型シュナーベルトレーラ導入
- 2003年（平成15年） - 風力発電「ブレード起立走行装置」特許取得
- 2005年（平成17年）10月 - 事業部制へ移行
- 2006年（平成18年）4月 - 重機建設事業部が正式に発足
- 2013年（平成25年）10月 - 重電・風力グループ発足
- 2014年（平成26年）10月 - IT・産業機械グループ発足
- 2014年（平成26年） - ベトナム日通エンジニアリング（現・NXエンジニアリング ベトナム有限会社）を設立
- 2014年（平成26年） - 1350トン吊クローラークレーンを導入
- 2016年（平成28年） - シンガポールにNEX グローバルエンジニアリング（現・NXグローバル エンジニアリング株式会社）を設立
- 2019年（平成31年）3月 - 火力グループ発足
- 2022年（令和4年）1月 - NXHD体制へ
- 2023年（令和5年）1月 - 道路インフラグループ発足
- 2023年（令和5年）7月 - R&Dグループ発足
- 2025年（令和7年）1月 - 日本通運株式会社より分社化

## 拠点一覧
中九州営業支店と関連する営業所は、分社化前の名称と改称前の名称の2つを掲載している。
| 名称                            | 拠点の種類 | 住所                                                                          | 分社化前の名称                                                |
| ------------------------------- | ---------- | ----------------------------------------------------------------------------- | ------------------------------------------------------------- |
| 本社                            | 本社       | 〒101-0024 東京都千代田区神田和泉町2番地 NXグループビル10階                   | 重機建設事業部                                                |
| 北海道支店                      | 支店       | 〒066-0077 北海道千歳市上長都1057番地21                                       | 北海道重機建設支店                                            |
| 東北支店                        | 支店       | 〒984-0011 宮城県仙台市若林区六丁の目西町8番30号                              | 東北重機建設支店                                              |
| 新潟営業支店                    | 支店       | 〒950-0885 新潟県新潟市東区下木戸3丁目2番13号3                                | 新潟重機建設支店                                              |
| 関東支店                        | 支店       | 〒103-0013 東京都中央区日本橋人形町2丁目26番5号 NX人形町ビル3階               | 関東重機建設支店                                              |
| 関東支店 オペレーションセンター | 営業所     | 〒275-0023 千葉県習志野市芝園2丁目7番1号                                      | 関東重機建設支店 オペレーションセンター                       |
| 埼玉営業支店                    | 支店       | 〒360-0844 埼玉県熊谷市大字御稜威ケ原字上林823番地21                          | 埼玉エンジニアリング支店                                      |
| 横浜支店                        | 支店       | 〒231-0812 神奈川県横浜市中区錦町10番地                                       | 鶴見重機建設支店                                              |
| 横浜支店 東亜営業所             | 営業所     | 〒210-0866 神奈川県川崎市川崎区水江町3番1号 東亜石油(株)京浜製油所 水江工場内 | 鶴見重機建設支店 東亜営業所                                   |
| 千葉営業支店                    | 支店       | 〒290-0068 千葉県市原市八幡浦1丁目2番地                                       | 千葉臨海重機建設支店                                          |
| 中部支店                        | 支店       | 〒476-0002 愛知県東海市名和町二番割下33番地1                                  | 中部重機建設支店                                              |
| 富山営業支店                    | 支店       | 〒931-8453 富山県富山市中田1丁目1番25号                                       | 富山重機建設事業所                                            |
| 関西支店                        | 支店       | 〒555-0041 大阪府大阪市西淀川区中島2丁目10番60号                              | 関西重機建設支店                                              |
| 神戸営業支店                    | 支店       | 〒653-0033 兵庫県神戸市長田区苅藻島町3丁目12番5号                             | 神戸重機建設支店                                              |
| 中国支店                        | 支店       | 〒733-0832 広島県広島市西区草津港3丁目4番2号                                  | 中国重機建設支店                                              |
| 中国支店 周南営業所             | 営業所     | 〒744-0008 山口県下松市新川2丁目13番1号                                       | 中国重機建設支店 周南営業所                                   |
| 中国支店 水島営業所             | 営業所     | 〒712-8055 岡山県倉敷市南畝5丁目12番29号                                      | 中国重機建設支店 水島営業所                                   |
| 四国支店                        | 支店       | 〒769-2304 香川県さぬき市昭和乙107番地21                                      | 四国重機建設支店                                              |
| 四国支店 松山営業所             | 営業所     | 〒791-8062 愛媛県松山市住吉1丁目6番29号                                       | 四国重機建設支店 松山営業所                                   |
| 四国支店 新居浜営業所           | 営業所     | 〒792-0893 愛媛県新居浜市多喜浜6丁目10番3号                                   | 四国重機建設支店 新居浜営業所                                 |
| 九州支店                        | 支店       | 〒818-0105 福岡県太宰府市都府楼南1丁目2番2号                                  | 九州重機建設支店                                              |
| 九州支店 北九州営業所           | 営業所     | 〒808-0021 福岡県北九州市若松区響町3丁目1番5号                                | 九州重機建設支店 北九州営業所                                 |
| 中九州営業支店                  | 支店       | 〒861-2212 熊本県上益城郡益城町平田2561番地1 熊本支店熊本総合物流事業所内     | 九州重機建設支店 熊本重機建設営業所 → 九州支店 熊本営業所     |
| 中九州営業支店 長崎営業所       | 営業所     | 〒850-0961 長崎県長崎市小ケ倉町3丁目76番91号                                  | 九州重機建設支店 長崎重機建設営業所 → 九州支店 長崎営業所     |
| 中九州営業支店 宮崎営業所       | 営業所     | 〒880-0833 宮崎県宮崎市昭栄町67番                                             | 九州重機建設支店 宮崎重機建設営業所 → 九州支店 宮崎営業所     |
| 中九州営業支店 鹿児島営業所     | 営業所     | 〒892-0817 鹿児島県鹿児島市小川町23番16号                                     | 九州重機建設支店 鹿児島重機建設営業所 → 九州支店 鹿児島営業所 |
| 大分営業支店                    | 支店       | 〒870-0112 大分県大分市大字一の洲3番10号                                      | 大分重機建設事業所                                            |